# GlobalConnect
GlobalConnect er et teknologi- og datakommunikationsselskab i Nordeuropa, ejet af den svenske kapitalfond EQT. Koncernen leverer helhedsløsninger fra jord til sky baseret på egen infrastruktur, der består af 74.500 km fibernetværk og 27.000 kvadratmeter datacenter i Danmark, Sverige, Norge og det nordlige Tyskland. GlobalConnect har 28.000 erhvervskunder og leverer også højhastigheds fibernetværk til 302.000 privatkunder i Sverige og Norge.
Virksomheden har hovedkontor i København (Taastrup), Oslo (Fornebu) og Stockholm.
I samme koncern hører også datterselskabet GigaContent, der siden 2009 har leveret forbindelser og adgangspunkter dertil til medier og indholdsleverandører i Danmark, samt den Bornholmske internetleverandør BornFiber.

## Historie
Virksomheden har rødder i Niels Zibrandtsens entreprenante virke startende med virksomheden Zone Systems i telebranchen i midt 90'erne, og opstod i 1998 ved en opsplitning af Zone Systems' hidtidige forretningsområder i to virksomheder. Zone Systems A/S skulle fokusere på hardware-produkter til broadcast- og telekomindustrien, mens fiberoptiske netværk og services til telekommunikation blev lagt i det nystiftede GlobalConnect A/S.
I 2015 blev outsourcing og cloudleverandøren T26 Technology opkøbt og fusioneret ind i GlobalConnect. Samme år stiftedes også datterselskabet BornFiber målrettet mod at levere fiberinternet til Bornholm.
I 2016 solgte Zibrandtsen 80 % af aktierne til kapitalfonden EQT Infrastructure.

Den 10. april 2018 solgte han de resterende 20 % i forbindelse med EQT Infrastrcutures opkøb af norske Broadnet og planer om at fusionere denne med GlobalConnect.

Den norske virksomhed har sin baggrund i bredbåndsselskabet Ventelo i Kristiansand, der i 2012 fik sin data-division separeret ud med dannelse av selskabet Broadnet. Norske Broadnet og danske GlobalConnect blev fusioneret den 13. september 2018.

## Afdelinger
Ud over hovedkontorene i København, Oslo og Stockholm, findes der afdelinger i Odense, Stilling, Kristiansand, Uppsala og Hamborg. Herudover drives der forskellige faciliteter på diverse andre lokaliteter i Danmark, Norge, Sverige og Tyskland, heraf datacentre i følgende byer (rangeret efter antal opgivne "datahaller"):
- Taastrup (22)
- Hamborg (9)
- Kolding (5)
- Skanderborg (4)
- Albertslund (1)
- København (1)
- Aarhus (1)
- Nr. Nebel (1)
- Viborg (1)
- Odense (1)